# Озкан, Эмиль
Эмиль Эрдинч Озкан (швед. Emil Erdinc Özkan; род. 11 августа 2003) — шведский футболист, полузащитник «Сириуса».

## Клубная карьера
Футболом начинал заниматься в клубе «Уппсала-Курд», откуда затем перешёл в молодёжную команду и академию «Сириуса». 22 мая 2021 года впервые попал в заявку основной команды на матч c «Эстерсундом», но на поле не появился. В августе того же года провёл один матч на правах аренды за «Гамла Уппсала» в рамках второго дивизиона против «Энскеде». В ноябре 2022 года подписал с клубом первый профессиональный контракт, рассчитанный на пять лет. 17 апреля 2023 года дебютировал в чемпионате Швеции в игре против «Варберга», заменив на 87-й минуте Магнуса Кострупа.

## Клубная статистика
| Выступление      | Выступление      | Выступление      | Лига | Лига | Кубки | Кубки | Конт. кубки | Конт. кубки | Итого | Итого |
| Клуб             | Лига             | Сезон            | Игры | Голы | Игры  | Голы  | Игры        | Голы        | Игры  | Голы  |
| ---------------- | ---------------- | ---------------- | ---- | ---- | ----- | ----- | ----------- | ----------- | ----- | ----- |
| Гамла Уппсала    | Дивизион 2       | 2021             | 1    | 0    | 0     | 0     | 0           | 0           | 1     | 0     |
| Гамла Уппсала    | Итого            | Итого            | 1    | 0    | 0     | 0     | 0           | 0           | 1     | 0     |
| Сириус           | Алльсвенскан     | 2023             | 1    | 0    | 2     | 1     | 0           | 0           | 3     | 1     |
| Сириус           | Итого            | Итого            | 1    | 0    | 2     | 1     | 0           | 0           | 3     | 1     |
| Всего за карьеру | Всего за карьеру | Всего за карьеру | 2    | 0    | 2     | 1     | 0           | 0           | 4     | 1     |